# Infanterie de marine

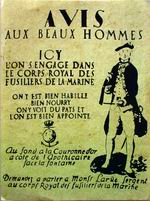
Affiche de recrutement sous Louis XV.

Historiquement et traditionnellement, l'infanterie de marine, également appelée infanterie navale, est constituée de fantassins embarqués sur des vaisseaux militaires pour les défendre, libérant ainsi l'équipage du vaisseau des tâches de combat, ou pour les débarquer dans des opérations amphibies. Dans l'Antiquité gréco-latine et carthaginoise, l'infanterie de marine combattait sur le pont des galères, comme dans la marine à voile lors des abordages.
Au cours de l'Histoire, se sont constituées des unités militaires spécialisées dans les conquêtes coloniales, principalement faites par cette infanterie de marine, suivie d'autres troupes en renfort et en suivi. La spécificité de ces unités est donc de combattre aussi bien en mer qu'à terre à partir d'une base d'assaut maritime, navires ou barges de débarquement.
Aujourd'hui, la majorité des marines dans le monde comptent une infanterie de marine. Parmi les unités contemporaines internationales qui représentent cette spécialité, on peut citer notamment l'United States Marine Corps, les Royal Marines, l'Infanterie de marine espagnole ou encore la Brigade de Marine « San Marco ».

## L'infanterie de marine en 1991
Lors de la dernière année de la guerre froide, les principales forces d'infanterie de marine par effectif étaient les suivantes :
- États-Unis : US Marine Corps, 201 500 militaires
- Taïwan : Corps d'infanterie de marine de la république de Chine, 30 000 militaires
- Philippines : Corps des Marines des Philippines, 10 300 militaires
- Viêt Nam : 27 000 militaires
- Corée du Sud : Corps des Marines de la république de Corée, 25 000 militaires
- Indonésie : Korps Marinir, 17 000 hommes
- Thaïlande : 20 000 militaires
- Russie : L'infanterie de marine russe, 14 000 militaires
- Royaume-Uni : Royal Marines, 7 700 militaires
- France : Troupes de Marine, 17 000 militaires
- Chine : Le Corps des Marines de l’Armée populaire de libération chinoise était modeste à cette date, mais au début des années 2020 à un effectif de 40 000 militaires.

## Aux États-Unis

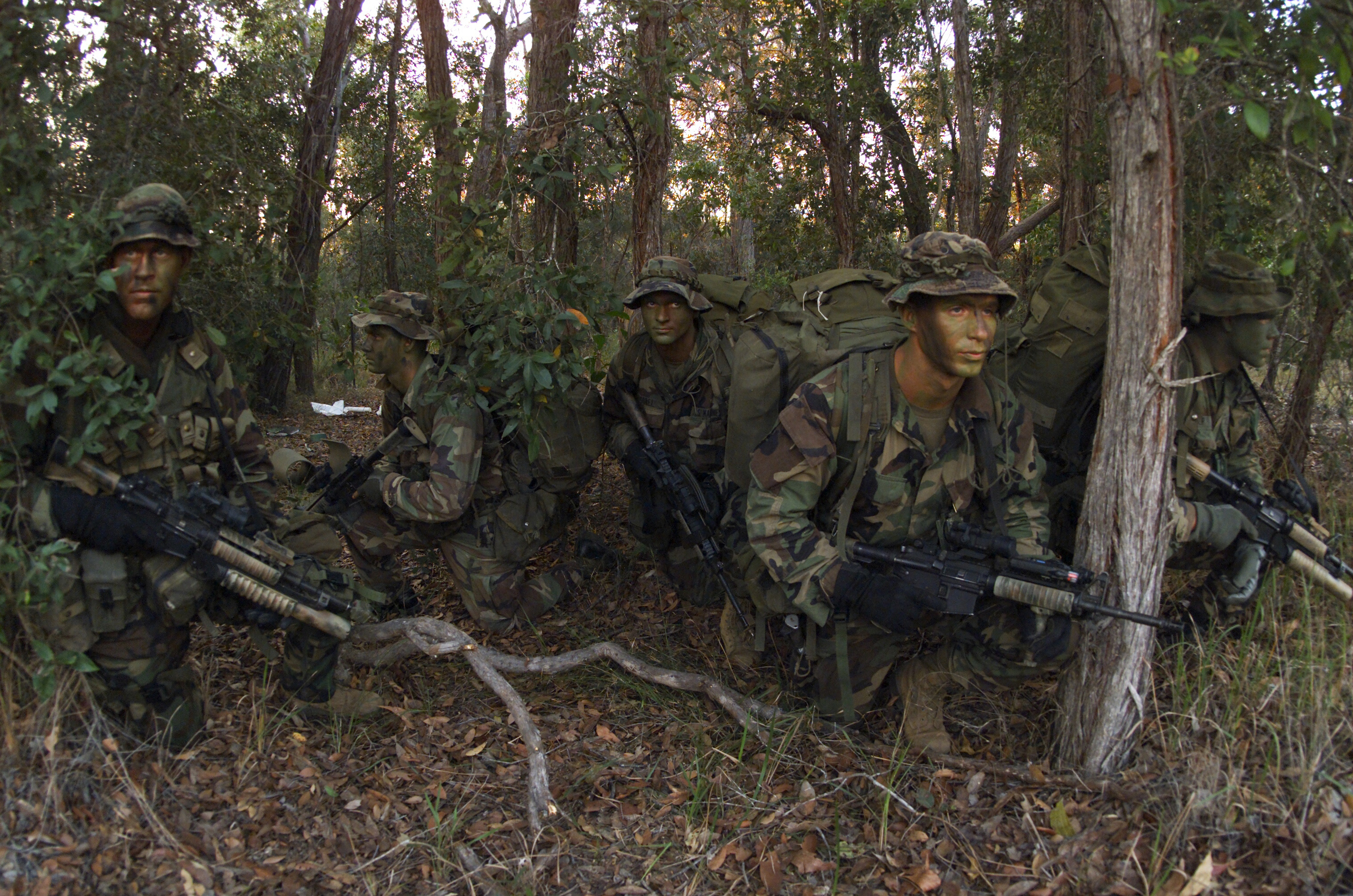
US Marines en exercice de reconnaissance en 2003.

L'United States Marine Corps (en français : « Corps de marine des États-Unis ») appelé aussi en abrégé USMC est une des six branches des forces armées des États-Unis d'Amérique. Ce sont des troupes maritimes et terrestres dont la mission spécifique est le combat amphibie.
Durant la Seconde Guerre mondiale, la reconquête du Pacifique, d'île en île, a été principalement faite par l'infanterie de marine des États-Unis à partir de bâtiments de débarquement spécialisés.

## En France

Insigne de béret de l’infanterie de marine française.

Issues des Compagnies ordinaires de la mer crées par Richelieu en 1622, les troupes de marine (composante de l'Armée de terre), constituent l'essentiel des troupes dévolues au combat amphibie. Elles sont pour beaucoup intégrées au sein de la 9e brigade d’infanterie de marine. Quelques-unes appartiennent à la 6e brigade légère blindée ou à la 11e brigade parachutiste (les 3e et 8e RPIMa, qui ont une double affiliation TDM et parachutistes). Le 1er régiment de parachutistes d’infanterie de marine est partie intégrante des forces spéciales, au même titre que les commandos marine.
Pour des raisons historiques, le régiment de marche du Tchad (RMT), appartient quant à lui à la 2e brigade blindée.
Les personnels de l'infanterie de marine sont surnommés « marsouins » et ceux de l'artillerie de marine « bigors ».
Parmi les nombreux régiments de la Monarchie qui avaient pour mission de servir sur les bateaux et dans les colonies, une partie de ces régiments ont été dotés en 1791 d'un numéro dans l'ordre de bataille de l'infanterie de ligne, alors qu'ils peuvent historiquement être considérés comme les « ancêtres » des régiments d'infanterie de marine.
Ce sont :
- « La Marine », issu des « Compagnies ordinaires de la mer », créées en 1622 et devenu 11e régiment d'infanterie ;
- « Royal-Vaisseaux » qui date de 1638 et devenu 43e régiment d'infanterie ;
- « La Couronne » créé en 1643 et devenu 45e régiment d'infanterie ;
- «  Royal-La Marine » mis sur pied en 1669 et devenu 60e régiment d'infanterie ;
- « Amirauté » créé en 1669 ;
- « Cap » créé en 1766 et devenu 106e régiment d'infanterie ;
- « Pondichéry » créé en 1772 et devenu 107e régiment d'infanterie ;
- « Martinique et Guadeloupe » créé en 1772 et devenu 109e régiment d'infanterie ;
- « Port-au-Prince » créé en 1773 et devenu 110e régiment d'infanterie.

## En Italie
Le premier corps d'infanterie de marine de l'Italie a été créé en tant que « Fanti da Mar » en 1550 dans la république de Venise. Aujourd'hui, il s'agit de la Brigade de marine San Marco de la Marina Militare et le régiment Lagunari de Esercito Italiano.

## Au Royaume-Uni

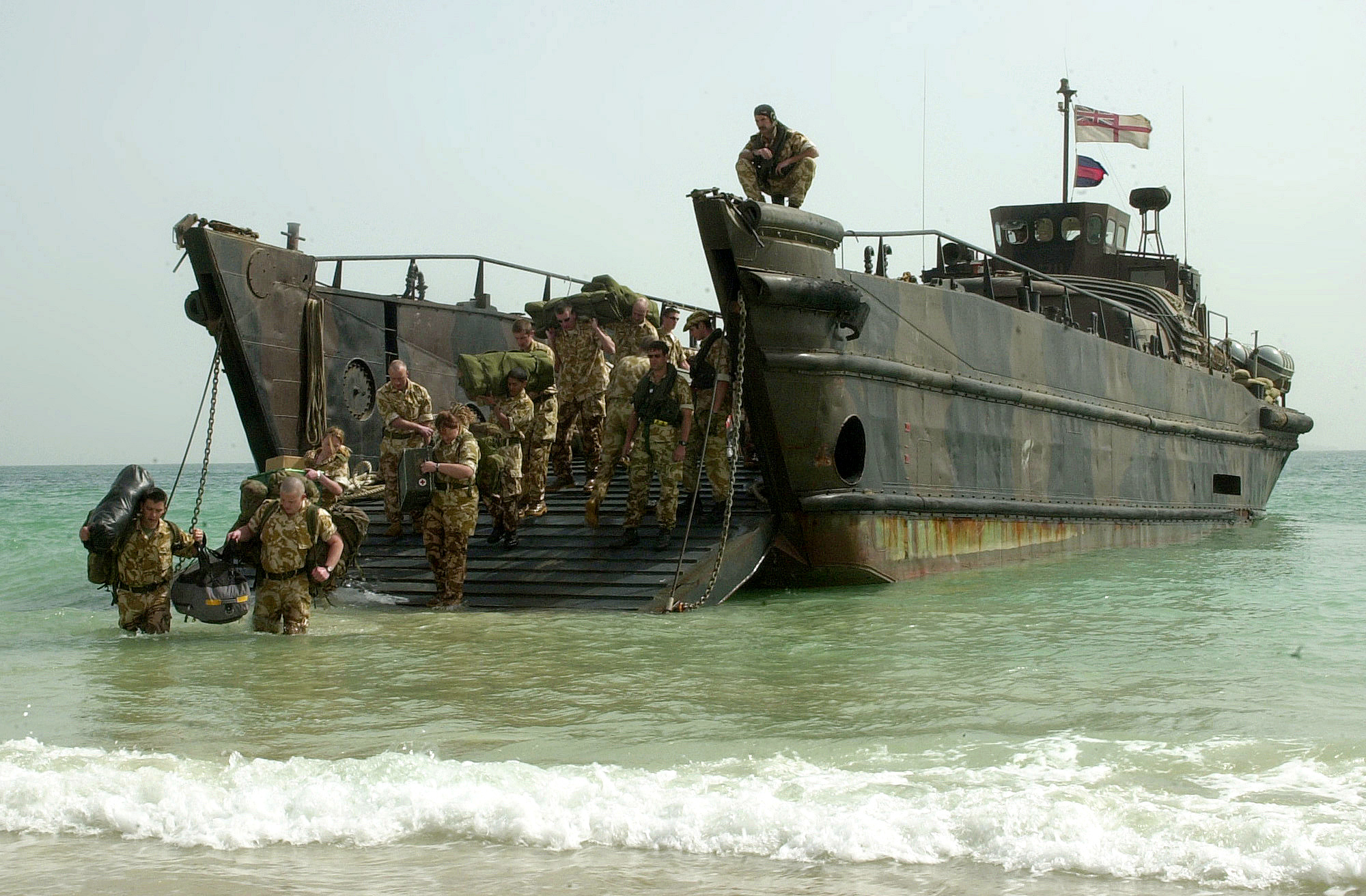
Royal Marines en 2003.

Les Royal Marines dont les origines remontent à 1664 ont été de toutes les grandes campagnes de l'empire britannique.

## En Espagne

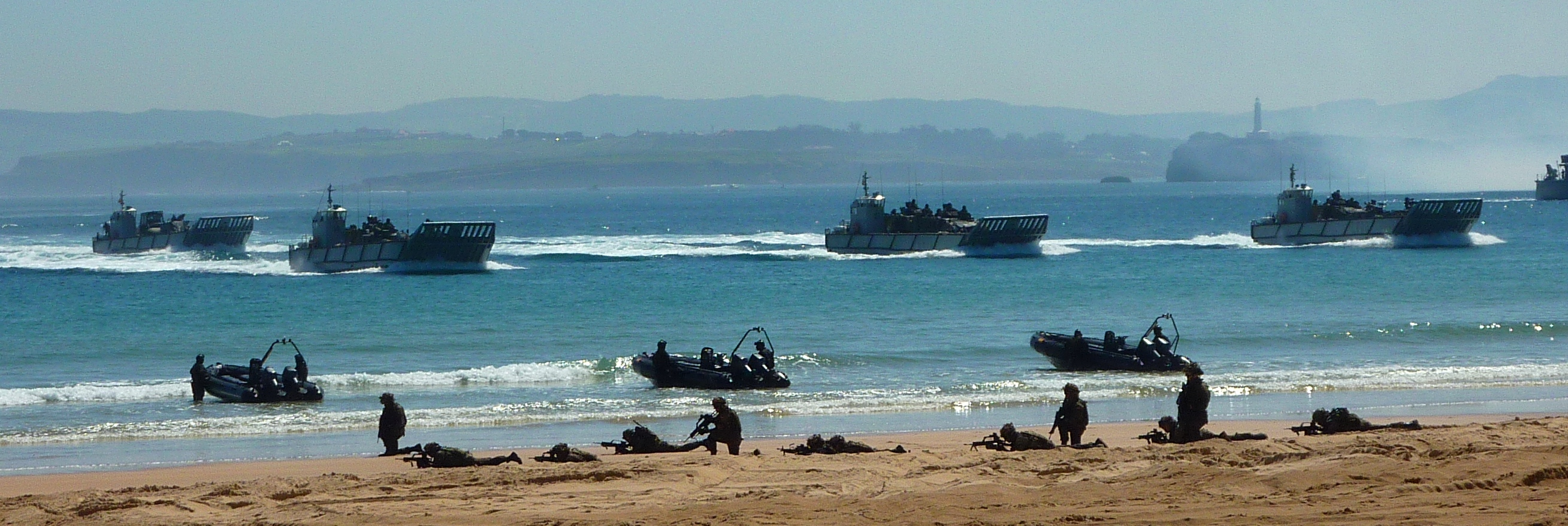
Débarquement de l'infanterie de marine espagnole avec des LCM-1E et des Duarry Super Cat

L’Infantería de Marina est un corps formant partie de l’Armada, elle fut créée par Charles V dit Charles Quint le 27 février 1537, c’est l’infanterie de marine la plus ancienne du monde. L’Infantería de Marina a ses origines dans los Tercios Viejos, unités d’infanterie initialement destinées à être embarquées dans des navires pour réaliser les abordages lors des batailles navales. C’est sous Philippe II que lui fut assignée le concept actuel de force de débarquement.

## En Corée du Sud
Le Corps des Marines de la république de Corée, crée le 15 avril 1949, est le corps d'infanterie de marine de la Corée du Sud chargé entre autres des opérations de débarquement et de la protection des îles de la péninsule.

## En Indonésie
Le Corps des fusiliers marins de la république d'Indonésie ou Korps Marinir a été créé le 15 novembre 1945 comme branche de la marine indonésienne.

## En Tunisie
Les commandos marine sont des forces d'infanterie de marine d'élite de la Marine nationale tunisienne, des commandos formés, entraînés et équipés pour des opérations spécifiques et ciblées, aussi bien sur terre qu'en mer, et comprenant deux régiments, les 51 et 52 RCM.

## Galerie photographique

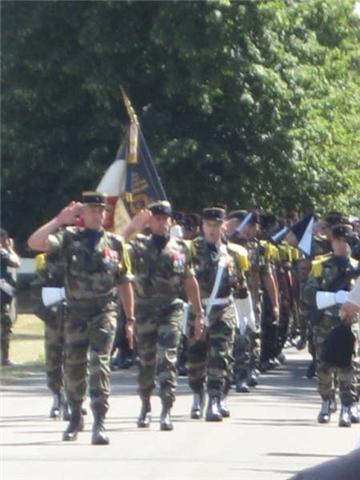
Défilé du 2e régiment d'infanterie de marine (France en 2008).
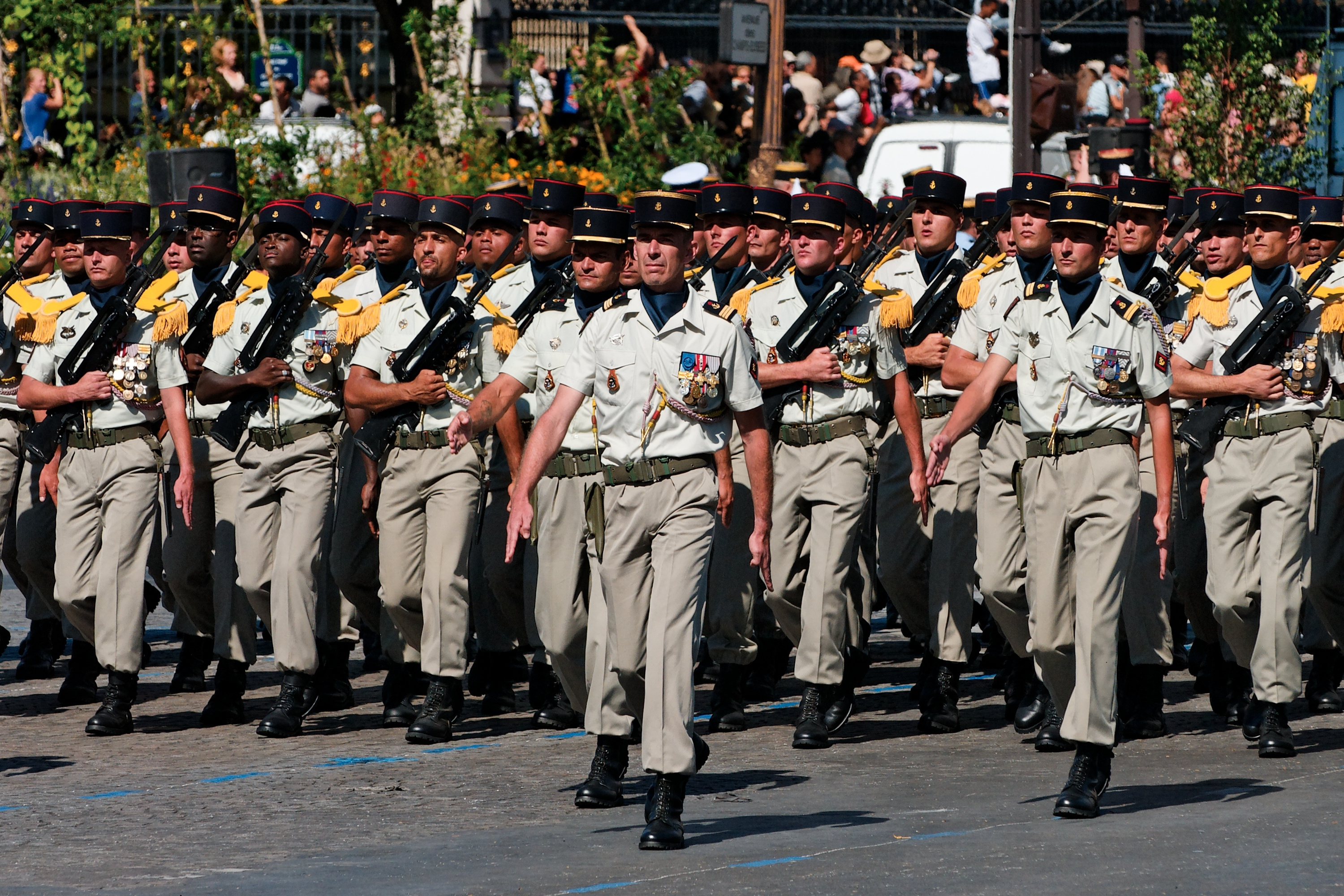
Défilé du 21e régiment d'infanterie de marine (France en 2008).
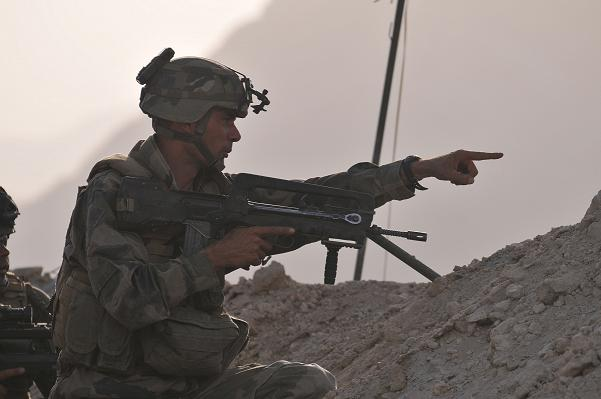
Marsouin du groupement tactique interarmes de Kapisa, le 13 aout 2009.
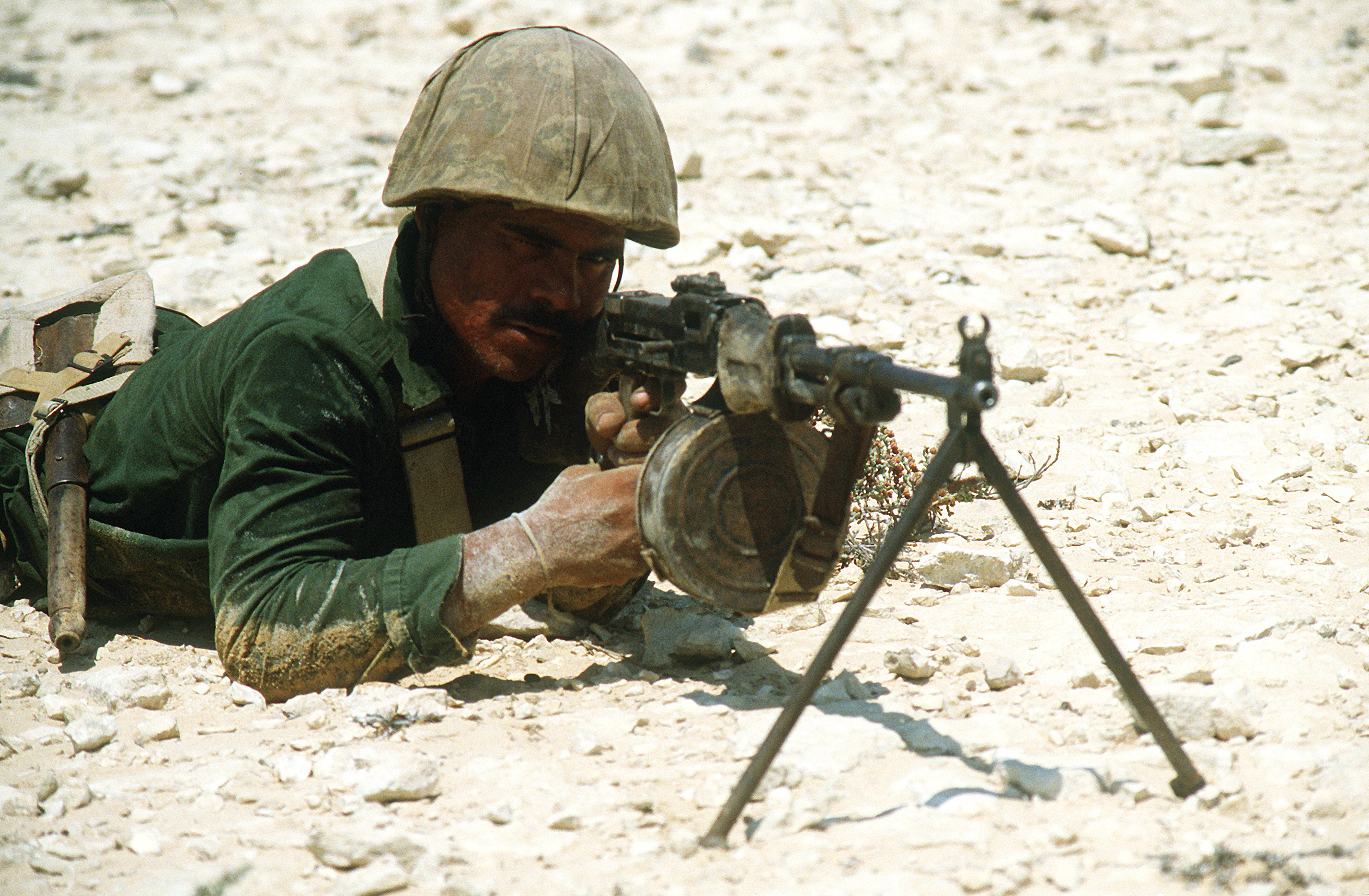
Infanterie de marine égyptienne en 1985.
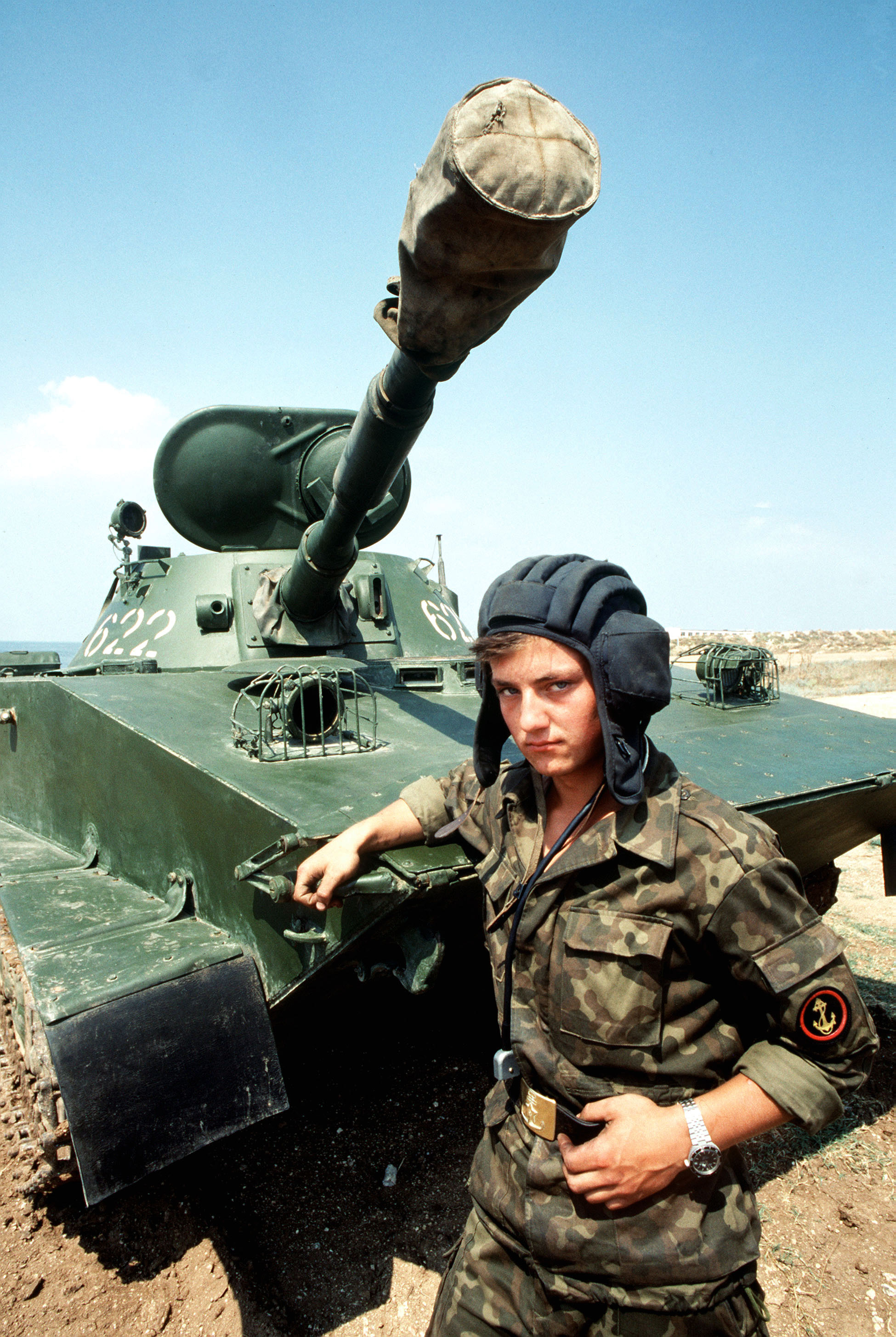
Char léger PT-76 de l'infanterie de marine soviétique.
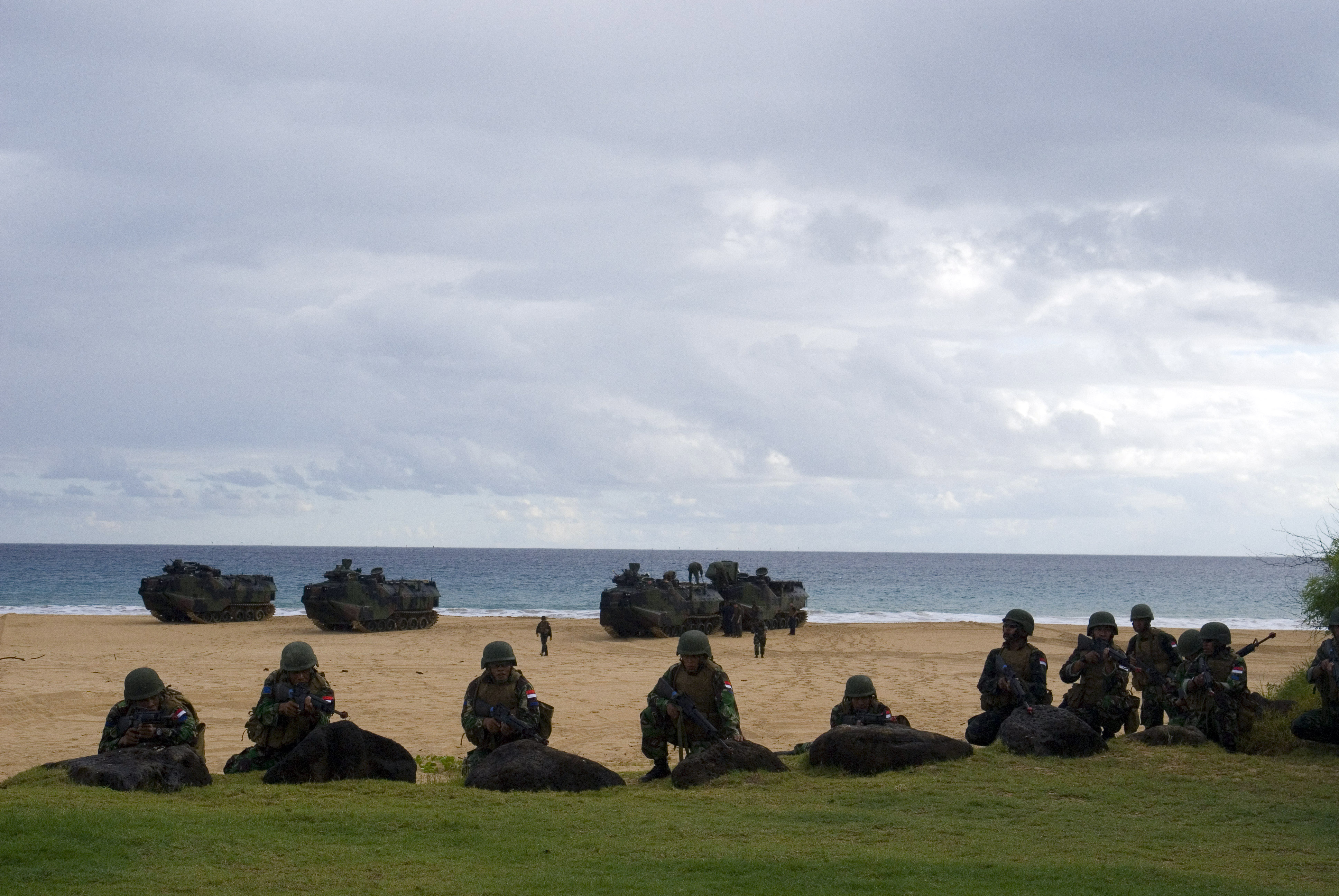
Marinir indonésiens lors d'un exercice en 2008 à Hawaii.
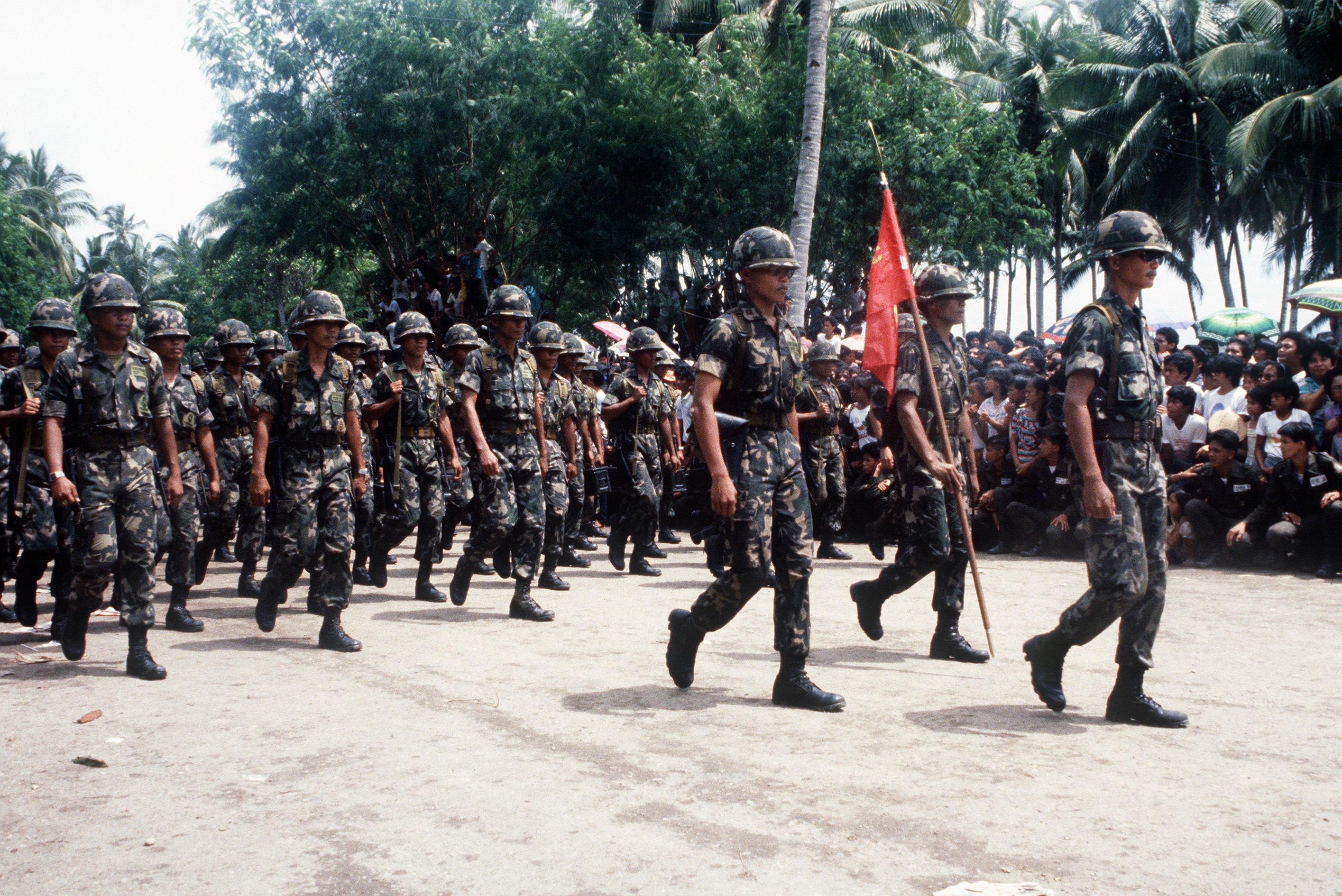
Parade des marines philippins en 1984.
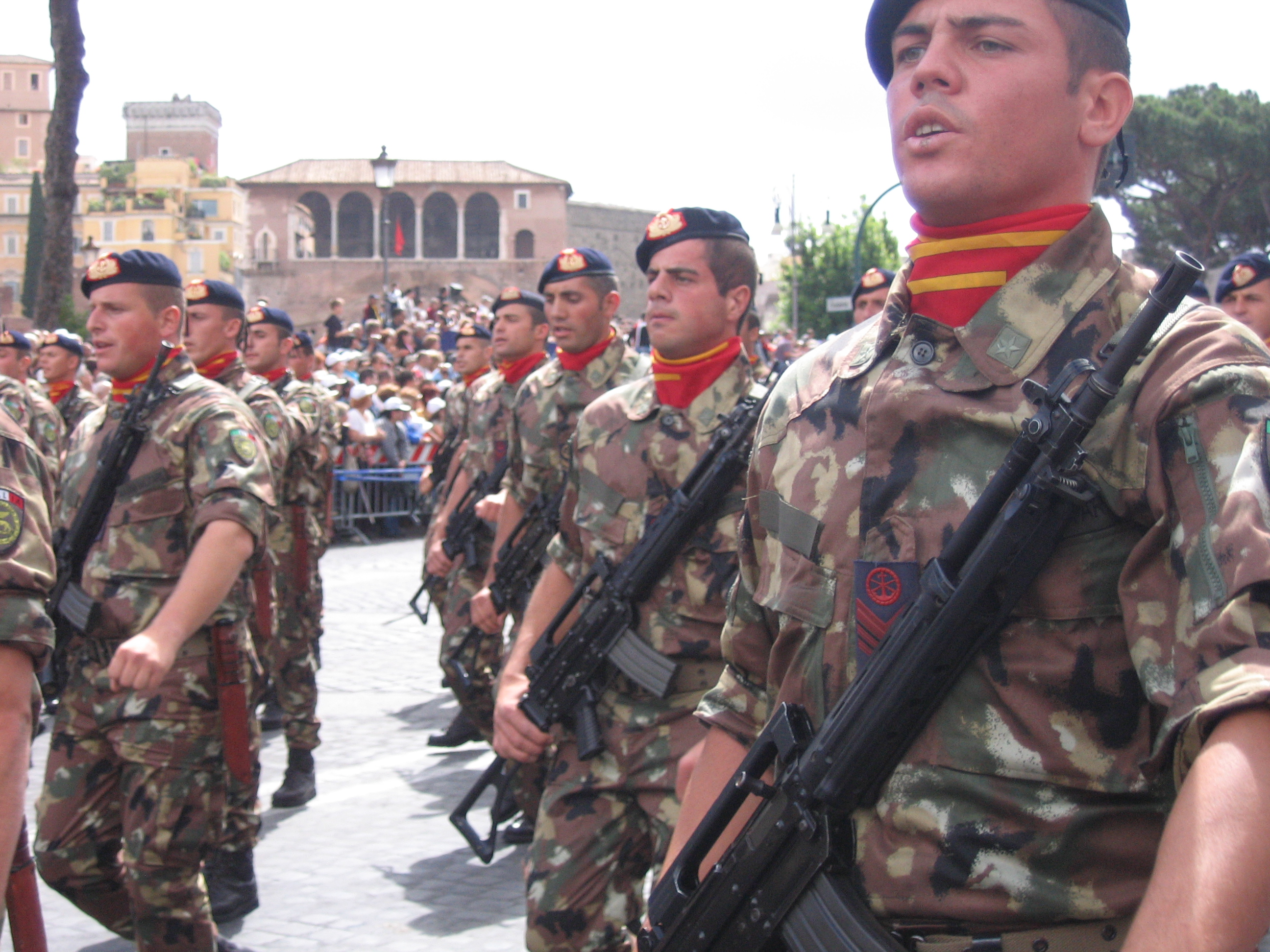
Marins italiens du 1er régiment San Marco à la parade à Rome en 2007.